# Kitphom Bunsan
Kitphom Bunsan (tiếng Thái: กฤษณ์พรหม บุญสาร, sinh ngày 29 tháng 11 năm 1993), còn được biết với tên đơn giản Dew (tiếng Thái: ดิว) là một cầu thủ bóng đá người Thái Lan thi đấu ở vị trí tiền vệ cho câu lạc bộ Giải bóng đá Ngoại hạng Thái Lan Ayutthaya United.

## Câu lạc bộ
Đội tuyển
| Năm       | Câu lạc bộ      | Giải đấu                         |
| --------- | --------------- | -------------------------------- |
| 2011-2014 | Police United   | Giải bóng đá Ngoại hạng Thái Lan |
| 2015      | Buriram United  | Giải bóng đá Ngoại hạng Thái Lan |
| 2015      | Ubon UMT United | Regional League Division 2       |
| 2016      | Ubon UMT United | Thai Division 1 League           |

## Danh hiệu

### Câu lạc bộ
Buriram United
- Cúp Hoàng gia Kor: 2015

Ubon UMT United
- Regional League Division 2: 2015